# Claus Peymann kauft sich eine Hose und geht mit mir essen
Claus Peymann kauft sich eine Hose und geht mit mir essen. Drei Dramolette is een boek van de Oostenrijkse auteur Thomas Bernhard, dat uit drie eenakters (‘dramoletten’) bestaat. Het titelstuk is het tweede minidrama uit deze collectie: deel een is getiteld ‘Claus Peymann verläßt Bochum und geht als Burgtheaterdirektor nach Wien’, het derde heet ‘Claus Peymann und Hermann Beil auf der Sulzwiese’. In deze korte, humoristische toneelstukken ridiculiseert Bernhard zowel de wereld van het theater als zichzelf. 
‘Claus Peymann verläßt Bochum und geht als Burgtheaterdirektor nach Wien’ verscheen voor het eerst in 1986 in het boek Das Bochumer Ensemble, ‘Claus Peymann kauft sich eine Hose und geht mit mir essen’ werd in datzelfde jaar in het jaarboek van het Zwitserse tijdschrift Theater heute gepubliceerd en ‘Claus Peymann und Hermann Beil auf der Sulzwiese’ verscheen op 11 september 1987 in het weekblad Die Zeit. De stukken waren oorspronkelijk niet als dusdanig voor opvoering bedoeld, maar werden sinds hun publicatie door meerdere gezelschappen ten tonele gebracht. De theaterdirecteur Claus Peymann en de dramaturg Hermann Beil hebben hierbij ook zichzelf gespeeld. 
In 2001 maakte de popauteur Benjamin von Stuckrad-Barre een parodie, getiteld Claus Peymann kauft sich eine Hose, geht aber mit mir essen, die in de televisieshow van Harald Schmidt werd uitgezonden.

## Claus Peymann verläßt Bochum und geht als Burgtheaterdirektor nach Wien
Claus Peymann, directeur van het theater van Bochum in Noordrijn-Westfalen, heeft een baan als directeur van het Burgtheater in Wenen gekregen en pakt zijn koffers met zijn secretaresse, Fräulein Schneider. Zij waarschuwt hem dat de Donau nog erger stinkt dan de Ruhr. De toneelschrijvers en dramaturgen passen niet allemaal in de koffers; sommigen moeten achterblijven. En die oervervelende Bernhard kan overigens meteen de pot op. Fräulein Schneider raadt Peymann aan, indien hij een nieuw begin wil maken, helemaal naakt naar Wenen te gaan.

## Claus Peymann kauft sich eine Hose und geht mit mir essen
Peymann vindt Wenen heerlijk. Hij loopt met Thomas Bernhard door de stad omdat hij dringend een nieuwe broek moet kopen. Berhard waarschuwt Peymann voor de tragedie die het kopen van broeken is: men kan zich niet voorstellen hoeveel mannen in pashokjes aan beroerten zijn bezweken. Indien men alle grafzerken van Oostenrijk zou inspecteren, zou men beseffen hoeveel sterfgevallen aan ‘broekpassen’ te wijten zijn. Peymann zet Bernhard onder druk om een fantastisch stuk te schrijven dat iedereen voor de gek houdt — een legendarisch ‘voordegekhoudstuk’ dat de literaire geschiedenis in zal gaan. Ze gaan eten in een restaurant genaamd Die Zauberflöte, waar alle prominente politici uit eten gaan. Uiteraard zijn dit allemaal nazi’s of gewoon domkoppen.

## Claus Peymann und Hermann Beil auf der Sulzwiese
Claus Peymann en Hermann Beil eten een enorme schnitzel op een grasland in Wenen. Beil antwoordt ‘natuurlijk’ op alles wat Peymann zegt, hetgeen hem mateloos ergert: hij zou veel beter ‘kunstmatig’ zeggen, want het gaat hem om de kunst, niet de natuur. Peymann heeft het grootheidswaanzinnige idee, de volledige werken van William Shakespeare samen te voegen tot één enkel werk van vijf uur. Dit lijkt doenlijk indien hij 1834 acteurs kan vinden; een probleem is echter dat één schnitzel niet zal volstaan voor een toneelstuk dat vijf uur duurt. Ze dalen de heuvel af en gaan in een koffiehuis een Kleinen Braunen drinken, alvorens een voorstelling van jammer genoeg alleen maar Hamlet bij te wonen.